# Rafael Garranzo García
Rafael Garranzo García (Madrid, 1956) es un diplomático español. Ha ejercido como embajador de España en Nicaragua (2014-2018) y en Chile (2021-2025).

## Biografía
Tras licenciarse en Ciencias Políticas y Sociología, ingresó en la carrera Diplomática (1985).
Ha estado destinado en las embajadas de España en Guatemala, Italia, Chile y Estados Unidos.
En el Ministerio de Asuntos Exteriores trabajó en la Dirección general para Iberoamérica y el Caribe, y en la de Política Exterior para América del Norte y Pacífico. También fue subdirector general adjunto de Asuntos Internacionales de Desarme; subdirector general de Cooperación con México, América Central y Caribe; subdirector general de América del Norte. En la Agencia Española de Cooperación Internacional para el Desarrollo fue director de Cooperación para América Latina y el Caribe.
Ha sido Embajador de España en Nicaragua (2014-2018).
El 26 de octubre de 2021, fue nombrado Embajador de España en Chile, cargo que cesaría en 2025.

## Distinciones
- Orden cultural Darío Cervantes (2018), concedido por el Instituto Nicaragüense de Cultura Hispánica.[8]